# Regeringen Emil Stang II

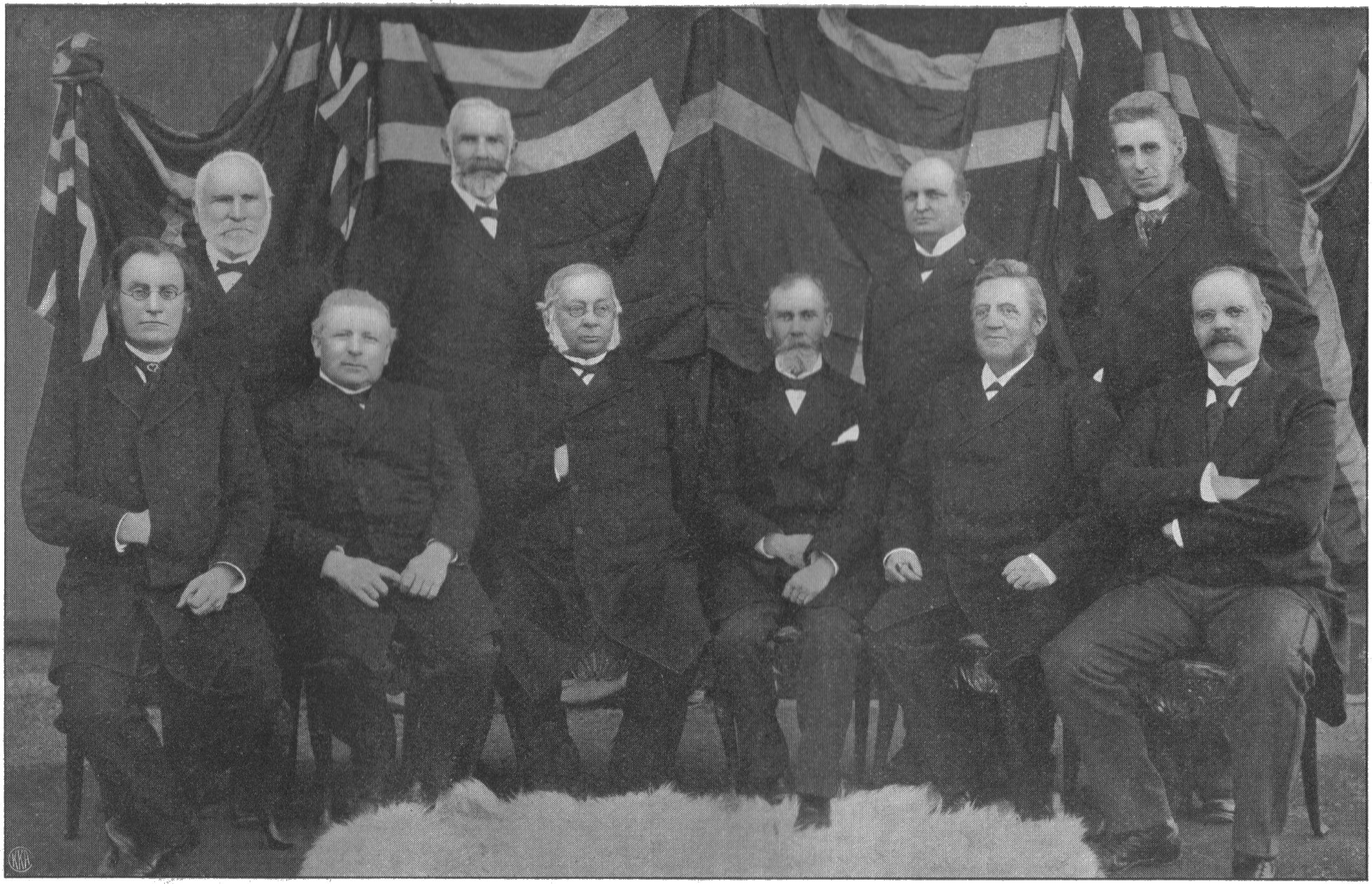
Regeringen Stang II. Stående från vänster: Harbitz, Nilsen, Olssøn, Birch-Reichenwald. Sittande från vänster: Bang, Furu, Stang, Gram, Motzfeldt, Hagerup.

Regeringen Stang II var en norsk regering som tillträdde 2 maj 1893. Det var ren Høyre-regering. Statsminister var Emil Stang och Norges statsminister i Stockholm var Gregers Gram.
Den 31 januari 1895 lämnade regeringen in sin avskedsansökan. I statsråd den 27 februari 1895 bad kungen regeringen om att dra tillbaka sin avskedsansökan utan att regeringen var villig till att göra detta. I statsråd den 14 oktober 1895 godkändes avskedsansökan.